# Jørgen Schøler Nielsen
Jørgen Schøler Nielsen (født 18. september 1946 på Frederiksberg) er en dansk islamforsker med baggrund i arabisk sprog og litteratur, som har specialiseret sig i islam og muslimer i Europa. Han har været professor i islamiske studier ved University of Birmingham siden 1996, kun afbrudt af stillingen som direktør ved Det Danske Institut i Damaskus fra 2005 til 2007 og af stillingen som grundforskningsprofessor og centerleder for Center for Europæisk Islamisk Tænkning ved det teologiske fakultet, Københavns Universitet, fra 2007 til 2013.

## Baggrund, opvækst og uddannelse
Jørgen S. Nielsen er ældste søn af præst og senere generalsekretær for Det Danske Missionsselskab Erik W. Nielsen, som fra 1950 til 1959 havde været tilknyttet International Missionary Council i London. Jørgen voksede op i efterkrigstidens London, men afsluttede sin skoletid i Danmark og blev student fra Sankt Annæ Gymnasium. Fra 1965 flyttede familien igen til London, da Erik W. Nielsen blev uddannelsesdirektør i Kirkernes Verdensråd.
Jørgen S. Nielsen var inspireret af farens virke og rejser, og delte det globale verdenssyn med forståelse for religion, kultur og sprog. Derfor faldt valget af uddannelse på arabisk, og Jørgen S. Nielsen tog først en bachelorgrad i arabisk fra University of London's School of Oriental and African Studies, og i 1970 tog han en mastergrad i mellemøststudier med specialisering i islamisk ret. Efter farens død i 1971 og efter et studieophold i Libanon fortsatte Jørgen S. Nielsen studierne med arabisk historie på American University in Beirut. Det førte til en ph.d.-grad i 1978 med afhandlingen Secular justice in an Islamic state: Mazalim under the Bahri Mamluks, 622/1264 – 789/1387.

## Karriere
Samtidig med at den libanesiske borgerkrig tiltog i slutningen af 1970'erne, søgte og fik Jørgen S. Nielsen i 1978 stilling som underviser ved det nyoprettede Center for Studiet af Islam og Kristne-Muslimske Relationer ved Selly Oak Colleges på universitetet i Birmingham. Her blev han fra 1988 centerets direktør, og fra 1996 også professor i islamiske studier ved afdelingen for teologi på University of Birmingham.
Da Det Danske Institut i Damaskus i 2005 søgte ny direktør, faldt valget på Jørgen S. Nielsen, og han overtog stillingen fra oktober 2005. Den dag, han rejste derned, var også den dag, Muhammedtegningerne blev trykt i Jyllands-Posten. Jørgen S. Nielsens to år som direktør blev derfor også kendetegnet først ved krisehåndteringen og evakueringerne fra regionen i foråret 2006 og dernæst ved genopbygningen af de diplomatiske relationer med den syriske regering, religiøse ledere, og civilsamfundsorganisationer.
I tiden efter Muhammed-tegningerne og den diplomatiske krise, der fulgte for Danmark, blev behovet for mere forskning i islam i Danmark også klart. I samarbejdet med Københavns Universitet søgte og fik Jørgen S. Nielsen i 2007 støtte fra Danmarks Grundforskningsfond og stillingen som grundforskningsprofessor og centerleder ved Center for Europæisk Islamisk Tænkning på Det teologiske Fakultet på Københavns Universitet.
Selvom Jørgen S. Nielsen lod sig pensionere fra Københavns Universitet i 2013, fungerer han fortsat som adjungeret professor i islamiske studier, og er gentiltrådt i en deltidsstilling som professor i samtidsislam ved universitetet i Birmingham.

## Bidrag til islamforskning
I mere end 40 år har Jørgen S. Nielsen koncentreret sin forskning om islam, islamiske institutioner og muslimer i Europa.

### Europæisk islam
Siden midten af 1980'erne har Jørgen S. Nielsen været med til at kvalificere det faglige indhold i begrebet om europæisk islam. Fra et tidligt værk om islamisk rets betydning for muslimske minoriteter i Europa lægger han stor vægt på, hvordan muslimer aktivt genfortolker deres religion og kultur i mødet med Europa. Men Jørgen S. Nielsens forskning viser også, hvordan islam i Europa kan provokere til en nyproduktion af en europæisk kristen identitet og selvforståelse i eksplicit modsætning til islam. Integrationen af islam i sådan en europæisk virkelighed kræver ifølge Jørgen S. Nielsen, at der gøres op med kulturelle og religiøse forskelle mellem kønnene, i forholdet mellem forældre og børn, men også væsentlige ændringer i holdninger til mennesker af andre religioner og i holdninger til staten. En strategi, som muslimer på tværs af Europa har valgt, er en kirkeliggørelse af deres organiserede religiøse forhold, men Jørgen S. Nielsen har samtidig påpeget, at denne forventning om at blive ligesom kristne kan fremkalde en stærk modreaktion i retning af en re-traditionalisering eller radikalisering af islam.

### Årbog og tidsskrift om muslimer i Europa
Sammen med en stor videnskabelig produktion har Jørgen S. Nielsens bidrag til islamforskningen i Europa været at søsætte store publicistiske projekter. I tæt samarbejde med det hollandske forlag Brill har Jørgen S. Nielsen siden 2000'erne redigeret en bogserie om Muslim Minorities, hvor der er kommet mere end 40 bøger, og har siden også været ledende redaktør for Yearbook of Muslims in Europe og Journal of Muslims in Europe. Tilsammen har disse været samlingspunkt for den tværfaglige forskning af muslimer i Europa.

## Udvalgte publikationer
- Muslims in Western Europe (4. udgave, med Jonas Otterbeck, The New Edinburgh Islamic Surveys. Edinburgh University Press 2015)
- Everyday Lived Islam in Europe (Redigeret med Nathal M. Dessing, Nadia Jeldtoft og Linda Woodhead, Farnham: Ashgate, 2013)
- Muslim Political Participation in Europe (redigeret, Edinburgh: Edinburgh University Press, 2013)
- Shari’a as Discourse: Legal Traditions and the Encounter with Europe. (Redigeret med Lisbet Christoffersen, Aldershot: Ashgate, 2010)
- Towards a European Islam (London: Palgrave Macmillan, 1999)